# Ernesto (filme)
Ernesto (bra: Ernesto) é um filme de 1979 dirigido por Salvatore Samperi e estrelado por Martin Halm. O filme é vagamente baseado no romance homônimo de Umberto Saba.

## Enredo
Em Trieste, Áustria-Hungria (Itália após o fim da Primeira Guerra Mundial) em 1911, Ernesto (Martin Halm) é um garoto de 17 anos que vive com sua mãe viúva na casa de seu tio judeu amante de violino e trabalha em um escritório em um trabalho rotineiro. Ele defende visões socialistas em grande parte para causar angústia a seu tio. Ele descobre sua homossexualidade ao conhecer um cavalariço (Michele Placido), que não é identificado pelo nome. Eles se apaixonam um pelo outro e mantêm uma relação sexual intensa, que se desenvolve contra uma representação realista do ambiente social. Ernesto perde o emprego quando seu comportamento sexual é descoberto e revela à mãe sua relação entre pessoas do mesmo sexo, que continua a considerar vergonhosa. Ele é desonesto com seu parceiro do mesmo sexo, e o relacionamento deles termina quando Ernesto começa a visitar uma prostituta para fazer sexo.
Ernesto tem aulas de violino onde conhece Rachel, de 15 anos, e seu irmão gêmeo Emilio, ambos interpretados pela mesma atriz (Lara Wendel). Os dois gêmeos se apaixonam por Ernesto, que se casa com a irmã, resolvendo seus problemas com a mãe, o tio e também com o antigo patrão. Tendo superado seus anos de espontaneidade e exploração, Ernesto nega seu passado sexual quando encontra seu primeiro amante e se recusa a reconhecê-lo.

## Elenco
- Martin Halm como Ernesto
- Michele Placido como o homem/o cavalariço
- Virna Lisi como mãe de Ernesto
- Turi Ferro como Carlo Wilder
- Francisco Marsó como tio Giovanni
- Conchita Velasco como tia Regina
- Lara Wendel como Ilio/Rachele
- Gisela Hahn como Sra. Luzzato
- Renato Salvatori como Cesco
- Stefano Madia como Andrea

## Prêmios
O filme foi inscrito no 29º Festival Internacional de Cinema de Berlim, onde Michele Placido ganhou o Urso de Prata de melhor ator.